# Welzer Erzsébet
Welzer Erzsébet magyar manöken, modell, fotómodell.

## Élete
Az 1970–1980-as évek egyik ismert modellje.
Díjnyertes portréját láthattuk a Fotó című lapban, Lussa Vince fotóművész képén, 1978-ban.
Érettségi után Algír ban járt egyetemre, ahol családjával átmenetileg élt, építész szakra, majd a Külkereskedelmi Főiskolára jelentkezett, Magyarországon. A Nimród című újság fotómodell-pályázatot hirdetett, egy barátnőjét kísérte el, aki nem mert bemenni a próbafotózásra, ezért Welzer Erzsébet rászánta magát. 142 jelentkező közül Őt választottak a címlapra. Ezután több hivatásos fotós is megkereste, és közben elvégezte a kéthónapos manökenképző tanfolyamot.

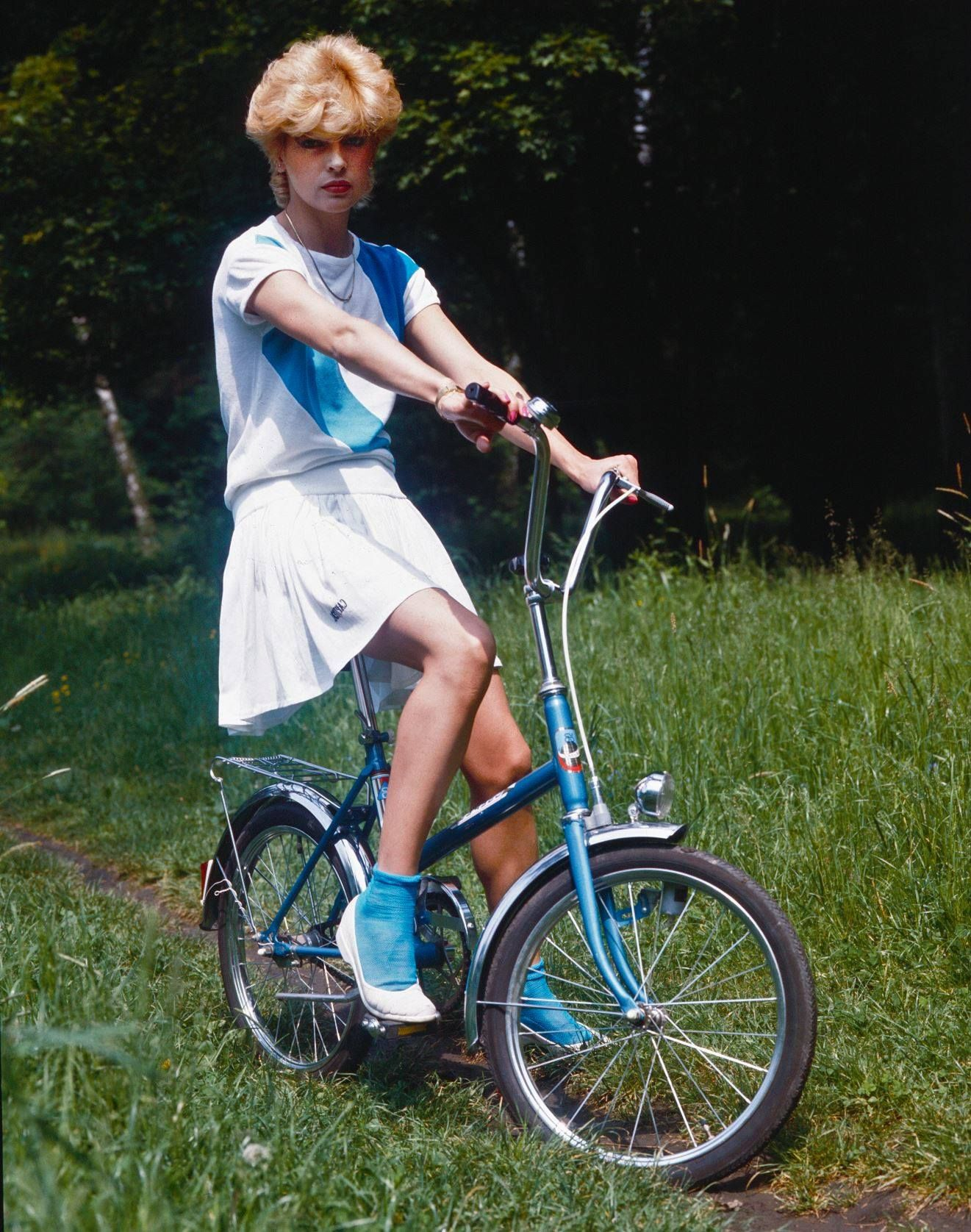
Martin Gábor felvétele (1980 körül)

Több címlap is megjelent róla a divatlapokban. Számos fotója jelent meg  újságokban, hetilapokban. Az Ez a Divat szerkesztőségénél is foglalkoztatták, ahol szinte havonta jelentek meg fotói.
A Magyar Kereskedelmi és Vendéglátóipari Múzeum őrzi a Finta József grafikus által készített plakátot, ahol Welzer Erzsébet a modell. Takarékszövetkezeti betétkönyvet reklámoz a plakáton, a 70-es években.
Divatbemutatókon rendszeresen részt vett, külföldön és belföldön egyaránt.
1978-ben a Hilton Szállóban tartották az Ez a divat bált. A bál résztvevői az 1978-as évben az újságban bemutatott manökenek közül Welzer Erzsébetet választották a bál manökenjévé.
Szerepelt show-műsorokban is, így például a híres LGT-show műsorban is, amelyet Sándor Pál rendezett.
Welzer Erzsébet játékos volt a Legyen Ön is milliomos! játékban. A tizedik kérdésig adott helyes válaszokat, nyereménye másfél millió forint volt.
2012-ben szerepelt a Maradj talpon! című televíziós vetélkedőműsorban, ahol elmondta, hogy ingatlanközvetítéssel foglalkozik, ezt megelőzően modellügynökséget vezetett.
Házasságából - Horkai György, Két leánygyermek született, Beáta és Szilvia.

## Fotósai voltak
Többek közt: Lengyel Miklós, Módos Gábor,Tulok András, Turányi Győző, Lussa Vince fotóművészek.